# Mariëtte Hattingh
Mariëtte Hattingh (* 9. November 1965) ist eine ehemalige südafrikanische Duathletin und Triathletin.

## Werdegang
2008 wurde sie Achte die der Duathlon-Weltmeisterschaft in Italien.
Im November 2014 wurde Hattingh wegen Dopings für zwei Jahre gesperrt.
Hattingh ist verheiratet und lebt mit ihrem Mann und der gemeinsamen Tochter in Port Elizabeth.

## Sportliche Erfolge
| Datum/Jahr    | Rang | Wettbewerb                                     | Austragungsort | Zeit     | Bemerkung |
| ------------- | ---- | ---------------------------------------------- | -------------- | -------- | --- |
| 26. Jan. 2014 | 28   | Ironman 70.3 South Africa                      | East London    | 05:32:50 | hinter der Siegerin Jodie Swallow                                                                                     |
| 14. Apr. 2013 | 20   | Ironman South Africa                           | Port Elizabeth | 10:46:37 | mit neuer persönlicher Bestzeit auf der Ironman-Distanz                                                               |
| 8. Okt. 2011  |      | Ironman Hawaii                                 | Hawaii         | 11:20:02 | 18. Rang AG |
| 10. Apr. 2010 | 26   | Ironman South Africa                           | Port Elizabeth | 11:01:22 | |
| 23. Jan. 2011 | 28   | Ironman 70.3 South Africa                      | East London    | 05:37:33 | |
| 1. Aug. 2010  | 70   | ITU World Long Distance Triathlon Championship | Immenstadt     | 09:30:46 | 16. Rang in der Altersgruppe 45 bei der Langdistanz-WM                                                                |
| 25. Apr. 2010 | 23   | Ironman South Africa                           | Port Elizabeth | 11:11:18 | [ 2 ] |
| 17. Jan. 2010 | 25   | Ironman 70.3 South Africa                      | East London    | 05:23:23 | |
| 18. Juli 2009 | 20   | Ironman South Africa                           | Port Elizabeth | 11:14:10 | Mariëtte Hattingh erreichte den 4. Rang in der Altersgruppe 40–44 hinter der Siegerin Lucie Zelenková.                |
| 2008          | 27   | Ironman South Africa                           | Port Elizabeth | 11:10:37 | Erster Start auf der Langdistanz und 4. Rang in der Altersgruppe 40–44 hinter der Siegerin Bella Comerford (09:27:48) |
| 2007          |      | Ironman 70.3 South Africa                      | East London    | 05:30:01 | |

| Datum/Jahr    | Rang | Wettbewerb                          | Austragungsort | Zeit | Bemerkung                       |
| ------------- | ---- | ----------------------------------- | -------------- | ---- | ------------------------------- |
| 27. Sep. 2008 | 8    | ITU Duathlon World Championships    | Rimini         |      |                                 |
| 2008          |      | South Africa Duathlon Championships | Sudafrika      |      | Siegerin der Altersgruppe 40–44 |

(DNF – Did Not Finish)